# Martin Eden
Martin Eden (1909) là một trong những tiểu thuyết nổi tiếng nhất của Jack London.
Martin Eden đề cập đến số phận của một văn nghệ sĩ trong xã hội tư sản, số phận của một con người nhằm rút khỏi cái thế giới chật hẹp của những lợi ích riêng tư.

## Tóm tắt
Martin xuất thân là một thủy thủ, Martin đã lý tưởng hóa cái "xã hội thượng lưu", nơi anh cảm thấy dường như có "sự hào hiệp của tâm hồn, những tư tưởng trong sạch và cao thượng, cuộc sống tinh thần khẩn trương..." Trải qua bao nhiêu thiếu thốn, vấp phải những khó khăn gian khổ không kể xiết trên đường đời, cuối cùng, anh đã đạt được vinh quang và giàu có, trở thanh một nha văn nổi tiếng. Nhưng càng gần gũi "thế giới thượng lưu" bao nhiêu anh càng cảm thấy cô đơn bấy nhiêu. Martin càng nhận thấy bộ mặt giả dối của nó. Con đường đời của Martin là cả một chuỗi vỡ mộng cay đắng và cuối cùng đã đẩy anh tới chỗ tự tử.
Ngay từ khi còn là một thủy thủ bình thường, Martin đã thấy là kiến thức chân chính dường như chỉ có thể tìm thấy trong "xã hội thượng lưu". Cái vẻ học thức và tinh tế trong gia đình người chủ nhà băng Morse mà lần đầu tiên anh bước chân vào đã làm anh như mê đi. Nhưng anh càng say mê hơn đối với Ruth cô con gái nhà Morse – anh tưởng thấy tất cả sự trong trắng và cái đẹp tinh thần của cô. Nhưng rồi chẳng bao lâu sau, anh đã nhận thấy cái vẻ đẹp bên ngoài của những con người này chứa đựng cái ích kỷ, sự buôn bán bẩn thỉu và sự trống rỗng tinh thần. Trước đây, trong thời gian ngắn, anh đã nhìn vào cái xã hội bạn bè nhà Morse một cách thành kính, giờ đây anh thấy họ là những kẻ nhỏ nhen với những tư tưởng nhỏ nhen, té ra cái nền học vấn thực sự của nhà Morse, của bạn hữu và những người quen biết họ chỉ là một nền học vấn mù quáng.
Martin Eden là một nghệ sĩ hiện thực chân chính đã nhìn thấy giá trị của nghệ thuật trước tiên là ở tính chân thật của nó. Trong những truyện ngắn của mình, Martin đã vạch trần khuynh hướng sợ sự thực và tô hồng cuộc sống. Nhưng nghệ thuật hiện thực chân chính thù địch với cái xã hội anh đang sống. Trong cái thế giới của đồng tiền, Martin không thể tìm được sự đồng cảm và ủng hộ. Một viễn cảnh đen tối của cái đói rét vẫn chờ đợi con người nghệ sĩ như thế. Và càng xa lánh giai cấp mình, Martin càng cảm thấy một nỗi cô đơn ghê gớm. Anh đã thấy là trong cái xã hội anh đang sống, nghệ thuật không tùy thuộc ở giá trị chân chính của nó mà là ở tên tuổi của nhà văn. Martin đã nói một cách đúng đắn rằng thành công của anh một phần cũng là do tình cờ. Anh không đánh giá quá cao sự nổi tiếng của mình.
Sợi dây cuối cùng nối Martin với xã hội thượng lưu là tình yêu của anh với Ruth. Tình cảm cao quý này đã thúc đẩy anh, khiến anh có được sức mạnh sáng tạo. Nhưng sự vỡ mộng của anh càng thêm khủng khiếp khi anh hiểu rằng ngay cả Ruth cũng chỉ là một cô gái nhà giàu tầm thường với những quan điểm hẹp hòi và nhỏ nhen. Cô không thể vượt khỏi cái vòng đai của giai cấp, cô không hiểu nổi Martin, không cảm thông với nguyện vọng sáng tác của anh, xa lánh anh trong khi anh cần sự khuyến khích của cô hơn bao giờ hết. Cô quay lại làm lành với anh khi anh đã trở thành một nhà văn nổi tiếng. Nhưng Martin lại không thể làm lành với cô, cũng như anh không thể làm lành với xã hội thương lưu đã đánh lừa mọi hy vọng của anh.
Anh đã hiểu sâu sắc một chân lý: những quan hệ chân chính chỉ có thể tìm thấy trong những người lao động như Lizzie Collonny, Maria Silva và rất nhiều bạn cũ cùng giai cấp anh. Họ không quan tâm tới vinh quang và sự giàu có, họ đánh giá anh trước hết là đánh giá con người anh.
Martin hiểu rất rõ sự chịu đựng đau khổ của người lao động và hết sức cảm thông với họ. Chính anh cũng đã sống trong tình cảnh đó và không thể không cảm thấy sự lung lay của lập trường Nietzsche của anh. Cuối cùng, Martin đã vỡ mộng với triết học Nietzsche, nhưng anh không tìm thấy con đường đến với người cùng giai cấp, Martin thấy mình là một người xa lạ trong cái thế giới thượng lưu đầy những giả dối và lọc lừa nhưng anh lại không thể quay về với những người trong giai cấp anh.
Cuộc đời của một nhà văn có tài kết thúc bi thảm: chết trong vòng vây của xã hội, và vẫn còn hoang mang trong sự tìm kiếm về triết học và lẽ sống của mình. Tiểu thuyết Martin Eden kết thúc bằng cái chết của nhân vật chính.